# Retezatu, Ialomița
Retezatu este un sat în comuna Stelnica din județul Ialomița, Muntenia, România.